# تپه زیر طاق دوآب
تپه زیر طاق دوآب مربوط به عصر مس است و در شهرستان سلسله (الشتر)، بخش مرکزی، دهستان دو آّب، روستای زیر طاق دو آب واقع شده و این اثر در تاریخ ۳۰ بهمن ۱۳۸۶ با شمارهٔ ثبت ۲۱۱۱۹ به‌عنوان یکی از آثار ملی ایران به ثبت رسیده است.